# Tamonea curassavica
Tamonea curassavica là một loài thực vật có hoa trong họ Cỏ roi ngựa. Loài này được (L.) Pers. miêu tả khoa học đầu tiên năm 1806.